# Villegouin
Villegouin là một xã ở tỉnh Indre ở miền trung nước Pháp. Xã này có diện tích 24,03 km², dân số năm 1999 là 411 người. Khu vực này có độ cao trung bình 125 mét trên mực nước biển. 
Sông Indrois bắt nguồn ở đây.